# Ruhrpolen

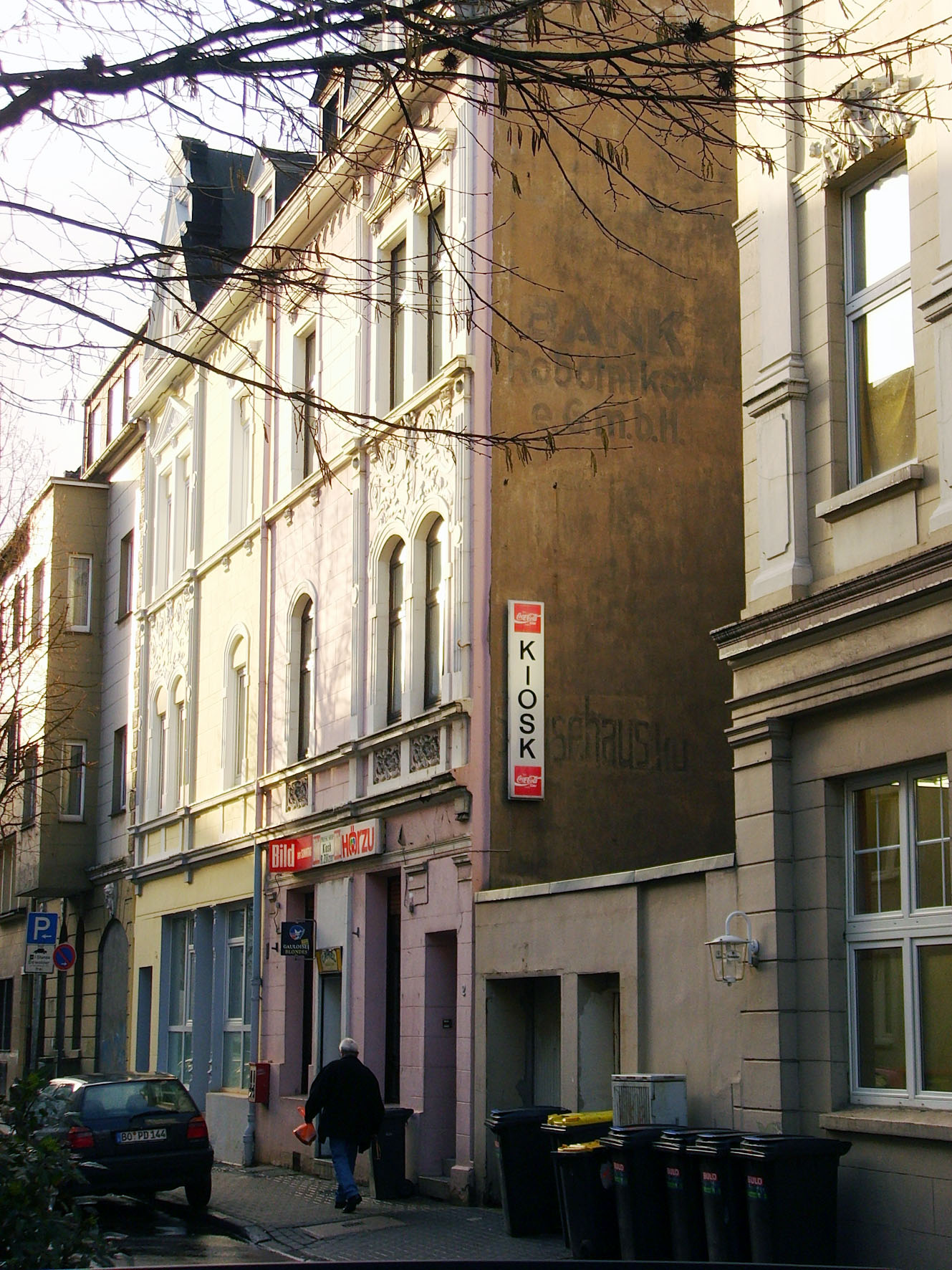
Inschrift der Polnischen Arbeiterbank Bank Robotników e.G.m.b.H., im Giebel, Am Kortländer 2, Bochum

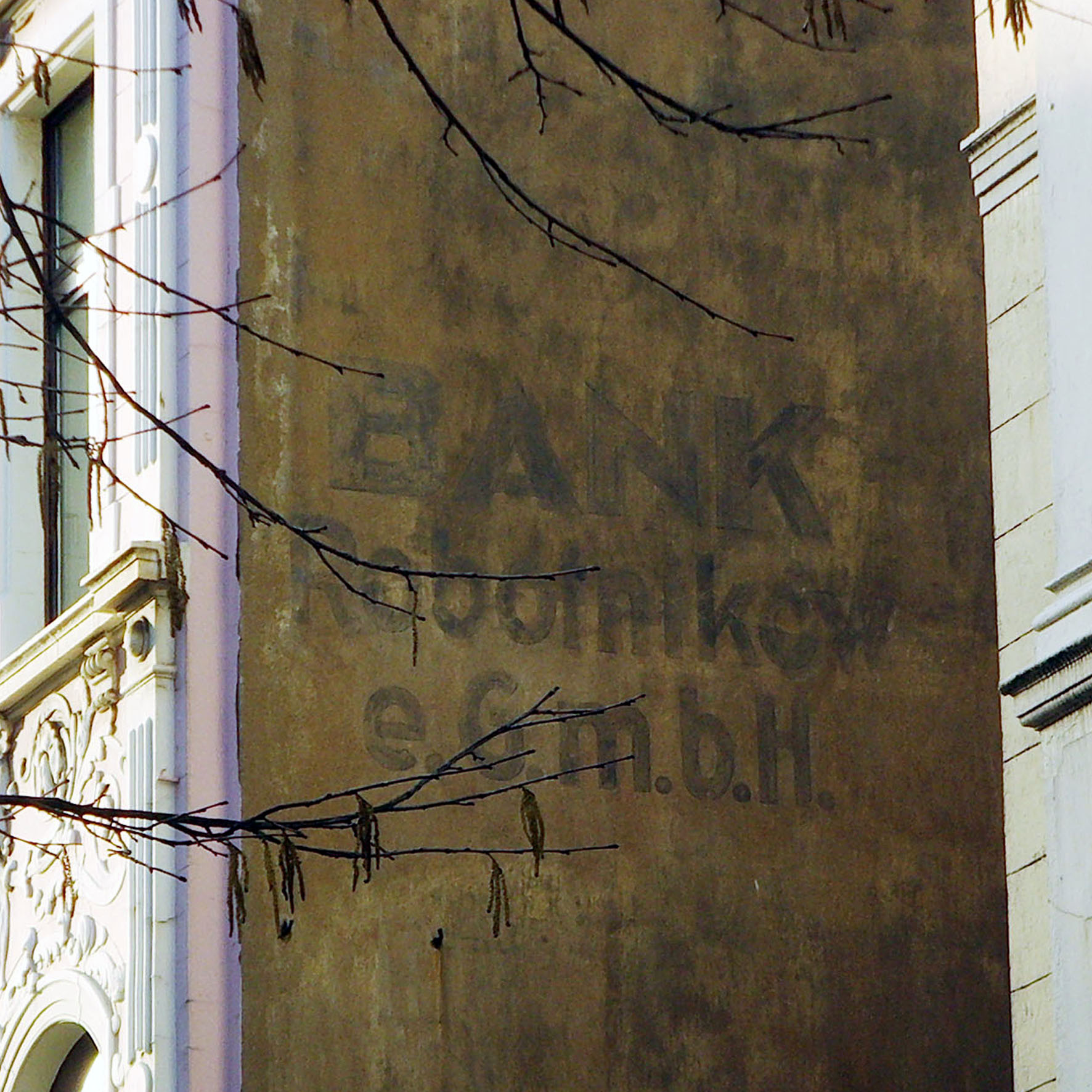
Nahaufnahme der Inschrift

Der Begriff Ruhrpolen bezeichnet Polen sowie Masuren und Kaschuben und deren Nachfahren, die seit etwa 1870 teils mit ihren Familien aus den Ostprovinzen Preußens ins ebenfalls preußische Ruhrgebiet übersiedelten und dort meist als Bergleute arbeiteten.

## Geschichte

### Voraussetzungen
Die Geschichte Polens im 18. Jahrhundert war geprägt durch die Teilungen Polens 1772, 1793 und 1795, wobei Westpreußen mit kaschubischer und starker polnischsprachiger Minderheit und Posen (Großpolen) mit ganz überwiegend polnischsprachiger Bevölkerung an Preußen kamen. Ferner sprach die Mehrheit in den zuvor schon preußischen Regionen Oberschlesien Schlesisch und im südlichen Ostpreußen Masurisch und Polnisch.
In der zweiten Hälfte des 19. Jahrhunderts kam es während der Industrialisierung in Deutschland zu tiefgreifenden Veränderungen. In den Schwerpunktgebieten der Industrialisierung und später der Hochindustrialisierung wuchs der Bedarf an Arbeitskräften stark an. Das traf insbesondere auf das preußische Ruhrgebiet zu. Im Gegensatz dazu war die Existenz als Bauer oder Landarbeiter wenig attraktiv, was unter anderem auch zur Auswanderung nach Übersee führte. Neue Industriearbeitsplätze wirkten daher als Pull-Faktoren, wohingegen die Armut und oft auch quasifeudale Existenz in Abhängigkeit von Gutsherren als Push-Faktoren wirkten.

### Entwicklung
Viele Menschen zogen als gesuchte Arbeitskräfte ins Ruhrgebiet, sowohl aus dem unmittelbaren ländlichen Umfeld als auch aus ferner gelegenen Regionen, um in der Industrie zu arbeiten. Viele Zuwanderer aus den Ostprovinzen Preußens in die industriellen Ballungszentren sprachen polnisch und fühlten sich als Polen. Ein Großteil der als „Ruhrpolen“ bezeichneten Einwanderer sprach indes Regionalsprachen, wie  Masurisch, Kaschubisch und Schlesisch.
Ab 1880 verstärkte sich die Ost-West-Wanderung aus dem preußischen Osten ins Ruhrgebiet. Die Arbeiter aus dem deutschen, österreich-ungarischen und russischen Polen sowie aus Masuren, das seit dem 13. Jahrhundert unter deutscher Herrschaft stand, und aus Oberschlesien, das seit dem 14. Jahrhundert zum Reichsgebiet gehörte, gewannen immer mehr an Attraktivität für Industrie und Landwirtschaft. Polnischsprachige Saisonarbeiter arbeiteten in der Industrie, vor allem im Bergbau, Hüttenwesen, Baugewerbe und in der Ziegelherstellung sowie im Osten in der Landwirtschaft. Insbesondere die ostelbischen Güter verlegten sich immer mehr auf die rund 400.000 Billiglohnkräfte. Die Pendler waren ungelernte Saisonarbeiter, leisteten längere Arbeitszeiten und erhielten niedrigere Löhne als die deutschen Arbeitskräfte. 1890 führte die preußische Verwaltung das Regelwerk „Karenzzeit“ ein, das die Einwanderer verbindlich zwang, nach Ablauf der Saison das Land zu verlassen. Funktional dienten die polnischen Saisonarbeiter oft als Lohndrücker und Streikbrecher.
Die Arbeitsmigration entstand aus der Nachfrage nach Arbeitskräften während der Hochindustrialisierung. 1871 zogen nach dem Deutsch-Französischen Krieg Bergarbeiter aus Oberschlesien, polnischsprachige Landarbeiter aus Ost- und Westpreußen sowie aus der Provinz Posen ins Ruhrgebiet. Die Zechenunternehmer konnten damit den sprunghaft gestiegenen Bedarf an Arbeitskräften im Ruhrbergbau decken. Die deutsche Arbeiterschaft nahm die „Ruhrpolen“ als fremd wahr wegen ihrer zum Teil streng katholischen Konfession und ihrer ungewohnten Sprache. Folglich bildeten die Polen ein eigenständiges Arbeitermilieu in den Städten des Ruhrgebiets, hauptsächlich in Essen, Dortmund und Bochum. Gelsenkirchen wurde hingegen ein Zentrum der evangelischen Masuren, die sich bewusst von den Polen absetzten.
So wurden im Ruhrgebiet komplett eigenständige Strukturen geschaffen wie die Arbeiterzeitung Wiarus Polski ab 1890, die einflussreiche polnische Gewerkschaft Zjednoczenie Zawodowe Polskie ab 1902 oder die Polnische Arbeiterbank. Seit 1917 existierte mit der Nationalen Partei der Arbeiter sogar eine politische Organisation. Eine wichtige Rolle spielte dabei der Gewerkschaftler und Politiker Jan Brejski. Das Zusammenspiel der verschiedenartigen Traditionen brachte die industrielle Kultur hervor, für die das Ruhrgebiet noch heute bekannt ist.
Tatsächlich ist jedoch nur noch eine Minderheit der Nachkommen der Ruhrpolen in Deutschland ansässig. Etwa ein Drittel kehrte in der Zeit nach dem Ersten Weltkrieg in den wiederhergestellten polnischen Staat zurück. Ein weiteres Drittel der Ruhrpolen wanderte im Laufe der 1920er Jahre in die nordfranzösischen Kohlereviere von Lille und Lens ab. Das verbliebene Drittel aber assimilierte sich restlos, stark befördert auch durch die gegen polnische Eigenheiten gerichtete deutsche Politik. Die Nachkommen der Ruhrpolen unterscheiden sich, weil Polnisch nicht als Zweitsprache dauerhaft beibehalten wurde, von einigen kulturellen Bräuchen und ihren polnischen Nachnamen abgesehen, so gut wie nicht von der ethnisch deutschen Mehrheitsbevölkerung.

### Kontroverse um den FC Schalke 04
Der bekannte Gelsenkirchener Fußballverein FC Schalke 04 bekam schon vor dem Ersten Weltkrieg den abwertend gemeinten Namen „Polackenverein“. Ein Großteil der Spieler der Mannschaft, die in den 1930er Jahren Schalke zum stärksten Verein im Deutschen Reich machten, hatte polnisch klingende Familiennamen. Als Schalke 1934 erstmals deutscher Fußballmeister geworden war, machte die Warschauer Sportzeitung Przegląd Sportowy (Sportrundschau) mit der Schlagzeile auf: „Die deutsche Meisterschaft in den Händen von Polen. Triumph der Spieler von Schalke 04, der Mannschaft unserer Landsleute.“ In dem Bericht hieß es, dass Schalke bislang wegen der „polnischen Nationalität“ der Spieler vom Deutschen Fußball-Bund benachteiligt wurde, nun aber allen Widerständen zum Trotz doch Fußballmeister geworden sei. Das Warschauer Blatt berichtete weiter, dass u. a. die Spieler Emil Czerwinski, Ernst Kalwitzki, Ernst Kuzorra, Hermann Mellage, Fritz Szepan, Otto Tibulski, Adolf Urban und Ferdinand Zajons Polen seien, „Söhne von nach Westfalen ausgewanderten polnischen Bergleuten“. Außerdem hieß es, die Namen der „einst wegen ihrer Herkunft verhassten Fußballspieler“ würden nun verehrt.
Andere polnische Zeitungen zogen nach und stellten die Leistungen der Landsleute heraus, ohne die der Gelsenkirchener Verein nicht deutscher Meister geworden wäre. Der Kicker veröffentlichte einige dieser polnischen Pressestimmen.
Die Schalker Vereinsführung verschickte daraufhin einen Offenen Brief an den Kicker sowie an mehrere Zeitungen im Ruhrgebiet. Die Buersche Zeitung gab dem Brief die Überschrift „Alle deutsche Jungen“, in der Unterzeile war von „unbegründeten Gerüchten“ die Rede. In dem Brief wurde angegeben, dass die elf Spieler der Meisterschaft und zwei Reservisten im Ruhrgebiet geboren waren. Acht der Elternpaare stammten aus Masuren, dem slawisch besiedelten, gleichwohl protestantischen Südteil Ostpreußens, zwei Elternpaare waren Einheimische, je eines stammte aus Oberschlesien, aus der Provinz Posen und aus Ostfriesland, nämlich die Familie des Torwarts Hermann Mellage. Unter den Vorfahren der Schalker Spieler gab es keine Bergleute, einige arbeiteten jedoch nach ihrer Ankunft im Ruhrgebiet im Bergbau.
In der Tat waren fast alle Leistungsträger des Clubs evangelisch. Masuren war im 16. Jahrhundert als Teil Preußens lutherisch geworden. Die Bevölkerung orientierte sich daher nicht am katholischen Polen, sondern am fernen Berlin und Potsdam. Dort wurde sie auch die „altpreußische Bevölkerung“ genannt. Es war kein Zufall, dass unter den Masuren der Vorname Fritz besonders beliebt war; nach dem „alten Fritz“, dem in Polen verhassten Preußenkönig Friedrich II., wurde auch der spätere Fußballstar Fritz Szepan getauft. Nirgendwo im Deutschen Reich war die Stimmung antipolnischer als in Masuren und unter den masurischen Einwanderern im Ruhrgebiet. Dass die Nationalsozialisten in den zwanziger Jahren die Verteidigung Ostpreußens vor polnischen Ansprüchen propagierten, brachte ihnen unter den Masuren zahlreiche Anhänger ein. Auch Kuzorra und Szepan traten der NSDAP bei und ließen sich von der NS-Propaganda instrumentalisieren.
Um sich von polnischen Einwanderern abzugrenzen, nutzten viele der preußisch geprägten Einwanderer aus Masuren die von den Behörden angebotene Möglichkeit, ihre polnisch klingenden Familiennamen zu germanisieren. Auch bei Schalke sind einige Fälle belegt: Zurawski wurde zu Zurner, Regelski zu Reckmann, Zembrzycki zu  Zeidler. Der Linksaußen der Meistermannschaft von 1934, Emil Czerwinski, änderte seinen Familiennamen in Rothardt, was eine sinngemäße Übersetzung darstellt – „czerwony“ heißt auf Deutsch „rot“.
Schalke wurde dennoch als „Polackenverein“ bezeichnet, weil die einheimischen Westfalen nicht zwischen evangelischen Masuren, katholischen Oberschlesiern und katholischen Polen unterschieden. Letztere organisierten sich vorzugsweise in den nationalpatriotisch ausgerichteten Sokol-Vereinen (sokół = Falke).

## Zahlen
Die Gesamtbevölkerung im Ruhrgebiet wuchs von etwa 375.000 um 1852 zunächst auf etwa 536.000 um 1871 an, dann erfolgte bis 1910 ein besonders deutlicher Anstieg auf etwa 3 Millionen und auf schließlich 3,7 Millionen um 1925. Damit war in etwa 70 Jahren eine Verzehnfachung der Gesamtbevölkerung des Ruhrgebiets eingetreten. Die Zahl der aus dem polnischen Volks- und Kulturkreis stammenden Einwanderer (preußischer bzw. deutscher und polnischer Nationalität) in das Ruhrgebiet erreichte 1910 mit einer halben Million den höchsten absoluten Wert und zugleich den höchsten Anteil an der dortigen Gesamtbevölkerung.

## Beispiel Bottrop
Bottrop zählte 6600 Einwohner im Jahr 1875, bis 1900 vervierfachte sich die Zahl der Einwohner; 40 Prozent der Bevölkerung waren polnischer, oberschlesischer, kaschubischer oder masurischer Abstammung. 1915 hatte Bottrop 69.000 Einwohner, die einheimische Wohnbevölkerung war in der Minderheit. 1911 stellten die Migranten 36 Prozent der Belegschaften der Zechen.